# Alexander Paley
Pour les articles homonymes, voir Paley (homonymie).
Alexander Sacha Paley est un pianiste, né à Chișinău (Moldavie) (en russe : Кишинёв) le 9 janvier 1956.

## Biographie
Il commence ses études de piano à l’âge de six ans. Il donne son premier récital à treize ans, et remporte le premier prix du Concours national de Moldavie à seize ans. Il achève ensuite (en 1981) ses études au Conservatoire de Moscou dans les classes de Bella Davidovitch et Vera Gornostayeva. En 1984, Alexander Paley remporte le premier prix au Concours international Jean-Sébastien-Bach de Leipzig et le Prix Bösendorfer. En 1986, il remporte le Grand Prix au premier Concours international Pantcho-Vladiguerov en Bulgarie.
Il se partage entre les États-Unis (où il a émigré en 1988) et l’Europe pour des tournées de récitals et de concerts avec orchestre. Il joue avec des formations prestigieuses, parmi lesquelles le National Symphony Orchestra et l'Orchestre philharmonique de Los Angeles aux États-Unis, l’Orchestre symphonique de la NDR en Allemagne, l’Orchestre national de France, l’Orchestre philharmonique de Radio France, l’Orchestre philharmonique de Strasbourg, l’Orchestre philharmonique de Monte-Carlo, l’Orchestre national de Montpellier. Ses concerts ont lieu dans des salles renommées, comme le Gewandhaus de Leipzig, le Concertgebouw d’Amsterdam, ou la Salle Pleyel à Paris.
Également très actif comme musicien de chambre, Alexander Paley joue avec des artistes tels que Bella Davidovitch (piano) et Mstislav Rostropovitch (violoncelle), Dmitri Makhtin (violon) et Alexandre Kniazev (violoncelle), ou encore avec les Quatuors Vermeer, le Fine Arts Quartet, Quatuor Anton, Ysaÿe et Appleman.
Depuis 1995, Alexander Paley est le directeur artistique et le principal interprète du festival « Alexandre Paley et ses amis » ayant lieu chaque année au Moulin d'Andé (France) et du Festival de Richmond (États-Unis).
L’année 2003 a marqué son triomphe au Festival de La Roque-d'Anthéron, qui fut suivi d’une tournée en France avec l’Orchestre philharmonique de Saint-Pétersbourg. Il se produit depuis plusieurs années devant le public français dans les plus grands festivals (comme le Festival Piano aux Jacobins).
Infatigable virtuose du piano, de renommée internationale, sa nature réservée ne doit pas masquer une forte personnalité et une sensibilité extrêmement rare, en plus d’une très grande générosité, notamment lors de ses concerts où, à la grande joie du public, il peut donner de nombreux bis[Quoi ?].Alexander Paley vient d'enregistrer au théâtre Saint-Bonnet de Bourges, 2 sonates de Schumann (fa # min et sol min), l'intégrale des œuvres de Jean-Philippe Rameau et l'intégrale des sonates de Joseph Haydn.

## Répertoire
À propos d’un récital des Variations Goldberg et de la Suite Française no 5 de Bach, The Washington Post a écrit : « Un tel récital est rarissime. La première partie fut tellement émouvante que l’entracte est devenu une pause délicieuse, à la fois l’occasion de savourer l’art sublime qui vient d’être entendu, et le plaisir de savoir qu’il reste encore de grandes émotions à venir ».
Alexander Paley a enregistré, en septembre 2004 (avec l’Orchestre philharmonique de Strasbourg) un CD consacré à la musique du compositeur contemporain Jean-Louis Agobet, récompensé aux Victoires de la musique classique en 2006. Par ailleurs, le Festival international de musique de Besançon Franche-Comté et le Festival de Sucy lui ont demandé, en 2006, l’intégrale des sonates de Wolfgang Amadeus Mozart en 24 heures.
Alexander Paley est un interprète privilégié des œuvres de Franz Liszt.

## Discographie
- Weber: Piano Music, Vol.1 à 4 (1994), Vol.5 (enregistré en 1995) (Naxos)
- Scriabin:Etudes (Complete) (1997)
- Chopin: La Ci Darem Variations (1999)
- Silver: Piano Concerto / Six Preludes (2003)
- Bach, J.S.: Goldberg Variations (1994)
- Chopin: Piano Sonata No.3 / Ballades / Scherzos (2006)
- Balakirev: Complete Piano Works (2009)
- Rubinstein: Piano Concertos Nos.2 and 4 (2013)
- Tchaikovsky: Grande Sonate & The Seasons (2014)
- Rameau par Alexander Paley (2014)
- Rameau: suite en Mi & Suite en Ré (2015)
- Medtner & Rachmaninov (2016)